# جایی که موجودات وحشی هستند (فیلم)
جایی که موجودات وحشی هستند (به انگلیسی: Where the Wild Things Are) نام فیلمی فانتزی است که در سال ۲۰۰۹ به کارگردانی اسپایک جونز ساخته شد. این فیلم برپایهٔ کتابِ مشهوری با همین نام اثر موریس سنداک ساخته شده است؛ کتابی که جزء آثار کلاسیک ادبیات کودکان به‌شمار می‌رود.
در ساختِ جایی که موجودات وحشی هستند، از اجرای زنده، بازی در لباس موجودات دیگر، و تصاویر انیمیشن کامپیوتری استفاده شده است.

## خلاصهٔ داستان
مکس پسر ۹سالهٔ شیطان و تنهایی است که به‌خاطر بی‌توجهی‌های مادر و خواهرش از خانه بیرون می‌زند و با قایق به جزیره‌ای می‌رود که موجودات وحشی در آن‌جا زندگی می‌کنند. موجودات وحشی مکس را به‌عنوان پادشاه خود می‌پذیرند و...